# Zeni Husmani
Zeni Husmani (sinh 28 tháng 11 năm 1990) là một cầu thủ bóng đá Macedonia gốc Albania.

## Tiểu sử
Zeni Husmani sinh ra ở Čegrane, nay là Macedonia và chuyển đến Croatia sau khi bố anh ấy có công việc ở Knin lúc anh 7 tuổi, cùng với mẹ, anh trai và chị gái.